# Bogosia rogezensis
Bogosia rogezensis là một loài ruồi trong họ Tachinidae.